# Giorgio Mondini
Giorgio Mondini (Genebra, 19 de julho de 1980) é um automobilista suíço.
Iniciou sua carreira aos 21 anos, com passagens pela GP2 Series, World Series by Renault. Na temporada 2005-2006 foi vice-campeão da A1 Grand Prix pela equipe A1 Team Suíça, onde dividiu o cockpit com Neel Jani. Em algumas provas de 2006 foi terceiro piloto da equipe de Fórmula 1 Midland F1 Racing.
Disputa atualmente a Le Mans Series.

## Registros deGP2 Series
| Ano  | Equipe             | No. | Corridas | Poles | Vitórias | Pontos | Posição final |
| 2005 | David Price Racing | 12  | 10       | 0     | 0        | 0      | 26°           |